# 1984年ロサンゼルスオリンピックの韓国選手団
1984年ロサンゼルスオリンピックの韓国選手団（1984ねんロサンゼルスオリンピックのかんこくせんしゅだん）は、1984年7月28日から8月12日にかけてアメリカ合衆国のロサンゼルスで開催された1984年ロサンゼルスオリンピックの韓国選手団、およびその競技結果。

## 概要
今大会は金メダル6個、銀メダル6個、銅メダル7個の合計19個のメダルを獲得した。

## メダル
| メダル | 選手名 | 競技 | 種目           |
| ------ | ------ | ---- | -------------- |
| 金     | 安柄根 | 柔道 | 男子71kg以下級 |
| 金     | 河亨柱 | 柔道 | 男子95kg以下級 |
| 銀     | 金載燁 | 柔道 | 男子60kg以下級 |
| 銀     | 黄正五 | 柔道 | 男子65kg以下級 |
| 銅     | 趙容徹 | 柔道 | 男子95kg超級   |